# Kataplexi
Kataplexi, (av grekiskans kataplexis = nedslag), är ett medicinskt tillstånd som innebär perioder av muskelsvaghet och kroppslig trötthet, ofta som symtom på narkolepsi, ungefär 70% av de som drabbats av narkolepsi upplever även kataplexi. Kataplexi uppkommer ofta i attacker eller anfall. Med kataplexi kan också avses den vid skräck psykiskt betingade förlusten av muskeltonus som leder till tillfällig förlamning, stelhet eller ihopsjunkande.
Behandlingen består framför allt av läkemedel som SSRI:er eller Tricykliska antidepressiva. Det finns dessutom åtminstone två publicerade artiklar som pekar på att MAO-B-hämmaren selegilin har effekt mot kataplexin, utöver dess effekt mot narkolepsi som helhet. En senare studie pekar dock på att detta kan vara en sekundär effekt av förbättrad sömnkvalité som uppstått under behandlingen.